# تحری حقیقت
تحری یا جستجوی حقیقت یکی از تعالیم اجتماعی بهائیت است. بهائیان معتقدند که با فرا رسیدن دوران بلوغ بشر هر انسانی از نظر قوای ذهنی، توانایی جستجو و کشف حقیقت را دارد. هر فردی باید با ادراکات و احساسات خود در هر امری از امور جستجو و تحقیق نماید و جویای حقیقت باشد. با گوش خود بشنود و با چشم خود ببیند و با احساسات و ادراکات خود درک نماید. اگر افراد بشر هر یک با قلبی خالی از تعصب و بغض خواهان حقیقت شوند و برای وصول به آن جد و جهد نمایند، جمیع به وحدت و یگانگی خواهند رسید.
در دین بهائی یکی از وظایف هر فرد این است که، پس از رسیدن به سن بلوغ (پسر و دختر در سن ۱۵ سال تمام)، باید خود و بدون تقلید از دیگران حتی پدر و مادر خود، به جستجوی حقیقت پرداخته و عقاید خود مانند دین را انتخاب نمایند. مثال دیگر جستجوی مستقل حقیقت این است که در آئین بهائی طبقهٔ روحانی وجود ندارد و هر بهائی مسئول این است که رابطهٔ خود را با خدا شکل دهد و به نیازهای دیگران رسیدگی کند.

## معنی لغوی
تحری حقیقت دربارهٔ موضوعی یعنی بررسی و تحقیق و درک حقایق، راجع به آن مطلب.

## شرایط تحری حقیقت
بهاءالله شارع دین بهائی در کتاب ایقان شرایط تحری حقیقت را این‌چنین می‌گوید:
سالکین سبیل ایمان و طالبین کووس ایقان باید نفوس خود را از جمیع شئونات عرضیه پاک و مقدس نمایند، یعنی گوش را از استماع اقوال و قلب را از ظنونات متعلقه به سبحات جلال و روح را از تعلق به اسباب ظاهره و چشم را از ملاحظه کلمات فانیه و متوکلین علی‌الله و متوسلین الیه سالک شوند تا آنکه قابل تجلیات اشراقات شمس علم و عرفان الهی و محل ظهورات فیوضات غیب نامتناهی گردند، زیرا اگر عبد بخواهد اقوال و افعال و اعمال عباد را از عالم و جاهل میزان معرفت حق و اولیای او قرار دهد هرگز به رضوان معرفت رب‌العزه داخل نشود و به عیون علم و حکمت سلطان احدیت فائز نگردد…
برای تحقیق دربارهٔ حقیقت، ابزار لازم است. به عقیدهٔ بهائیان، دین و علم هر دو راه‌های ارزشمندی برای فهم حقیقت هستند که با هم سازگارند و هر دو برای پیشرفت لازم هستند.